# Peru (singolo)
Peru è un singolo del cantante nigeriano Fireboy DML, pubblicato il 21 luglio 2021 come primo estratto dal terzo album in studio Playboy.
Il remix del brano prevede la partecipazione del cantante britannico Ed Sheeran.

## Video musicale
Il video, girato a Londra e diretto da Gabriella Kingsley, è stato reso disponibile il 24 dicembre 2021 attraverso il canale YouTube del cantante.

## Tracce
Testi e musiche di Adedamola Adefolahan e Ivory Scott.
Download digitale, streaming – 1ª versione
1. Peru – 2:31

Download digitale, streaming – 2ª versione
1. Peru (con Ed Sheeran) – 3:07

## Formazione
- Fireboy DML – voce
- Kolten Sippiboy Perine – produzione
- Shizzi – produzione

## Classifiche

### Classifiche settimanali
| Classifica (2022) | Posizione massima |
| ----------------- | ----------------- |
| Canada            | 37                |
| Francia           | 28                |
| Irlanda           | 7                 |
| Lussemburgo       | 19                |
| Paesi Bassi       | 11                |
| Regno Unito       | 2                 |
| Stati Uniti       | 53                |
| Sudafrica         | 29                |
| Svezia            | 35                |
| Svizzera          | 31                |

### Classifiche di fine anno
| Classifica (2022) | Posizione |
| ----------------- | --------- |
| Belgio (Fiandre)  | 166       |
| Belgio (Vallonia) | 117       |
| Canada            | 87        |
| Danimarca         | 97        |
| Paesi Bassi       | 19        |
| Regno Unito       | 3         |
| Svizzera          | 57        |